# Kfar HaMaccabi
Kfar HaMaccabi est un kibboutz du nord d'Israël.

## Histoire
Le kibboutz est créé en 1936 au sud d'Haïfa par les membres du mouvement de jeunesse Hamakabi Hatzaïr d'Allemagne et de Tchécoslovaquie qui ont émigré en Israël avec l'aide de Menahem Ussishkin pour les premières Maccabiades de 1932.

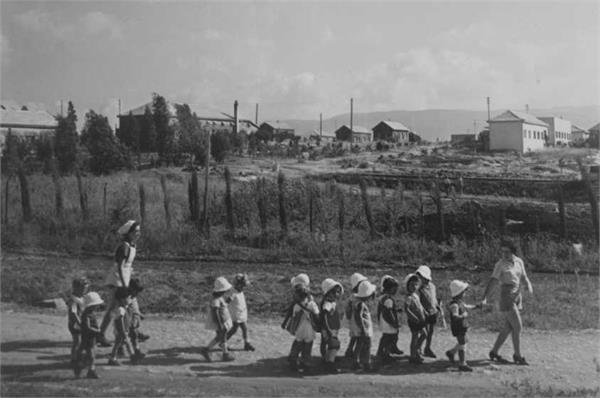
Kfar HaMaccabi 1er juillet 1939. Jewish National Fund photo archive

## Activités du kibboutz
Le kibboutz est en 2009 l'un des plus grands fabricants d'aliments pour animaux d'Israël.
Cette branche de revenu a été vendue, de même que d'autres branches. Les nouveaux propriétaires paient le loyer et le salaire des membres qui travaillent dans les succursales.

## Résidents notables
- Theodore Bikel[3]
- Nachum Heiman (en)